# ويليام شو
ويليام شو (بالإنجليزية: William Shaw)‏ (3 أكتوبر 1897 في المملكة المتحدة - ) هو لاعب كرة قدم بريطاني (وحمل سابقاً جنسية المملكة المتحدة لبريطانيا العظمى وأيرلندا) في مركز الهجوم. لعب مع برادفورد سيتي وسكونثورب يونايتد وكارديف سيتي ونادي تشيسترفيلد ونادي ساوثيند يونايتد ونادي غاينسبورو ترينيتي وفريكلي أثلتيك ‏.